# Pharmacoptis breviramis
Pharmacoptis breviramis är en fjärilsart som beskrevs av Edward Meyrick 1932. Pharmacoptis breviramis ingår i släktet Pharmacoptis och familjen fransmalar. Inga underarter finns listade i Catalogue of Life.